# Samuha
Samuha (Šamuha) era una ciutat de l'Imperi Hitita, al nord-est de la Terra Alta Hitita, a l'est d'Hattusa. S'ha localitzat a uns 40 kilòmetres a l'est de Sivas. Va ser un important centre religiós i la capital militar de l'Imperi hitita durant uns anys.

## Història
Samuha va ser una de les ciutats principals d'actuació dels hitites mentre els kashka saquejaven el centre d'Hatti, i la històrica capital Hattusa durant el segle xiv aC, sota els reis Tudhalias II Tudhalias III i Subiluliuma I. Tudhalias III va establir la seva residència a Samuha que es va convertir en el lloc principal de la reconquesta del territori, i Subiluliuma després de vèncer els kashka i d'assumir el tron, va retornar la capital a Hattusa. Durant aquest període, la religió hitita que es conservava i practicava a les ciutats de Samuha i Sapinuwa es va veure influïda per la religió hurrita. Tudhalias III va traslladar els déus de Kizzuwatna, ciutat hurrita, a Samuha, i va incorporar els seus rituals als que ja se celebraven allà.
Hattusilis III va ser sacerdot de la deessa Sausga/Ixtar adorada a la ciutat. La deessa li va aconsellar que es casés amb Puduhepa, serventa d'Ixtar a la ciutat de Lawazantiya. El rei s'hi va casar i va instituir un culte a la deessa que havia de dur a terme la seva família. Cap a la part final del seu regnat, Samuha devia ser incorporada al regne d'Azzi, perquè desapareix de la història.